# افوميتر

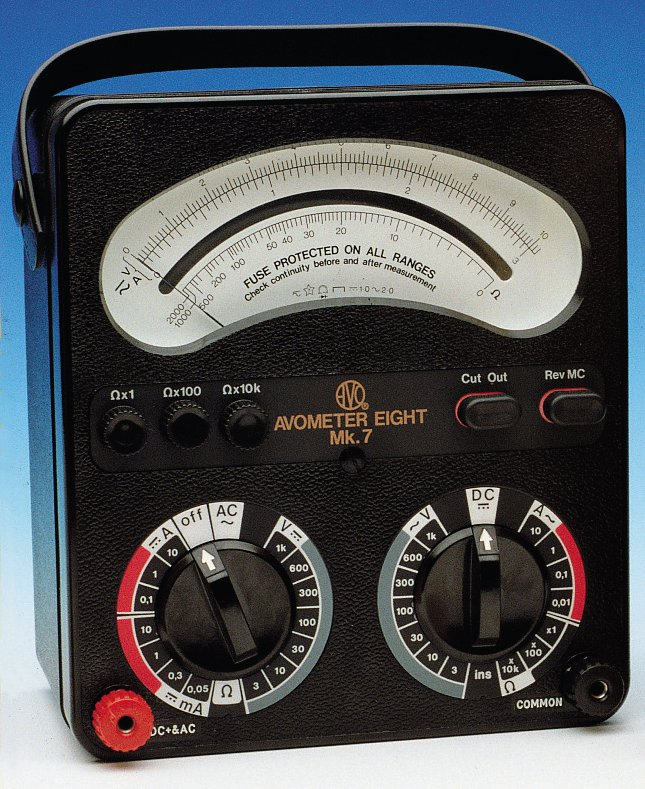
الافومتر.

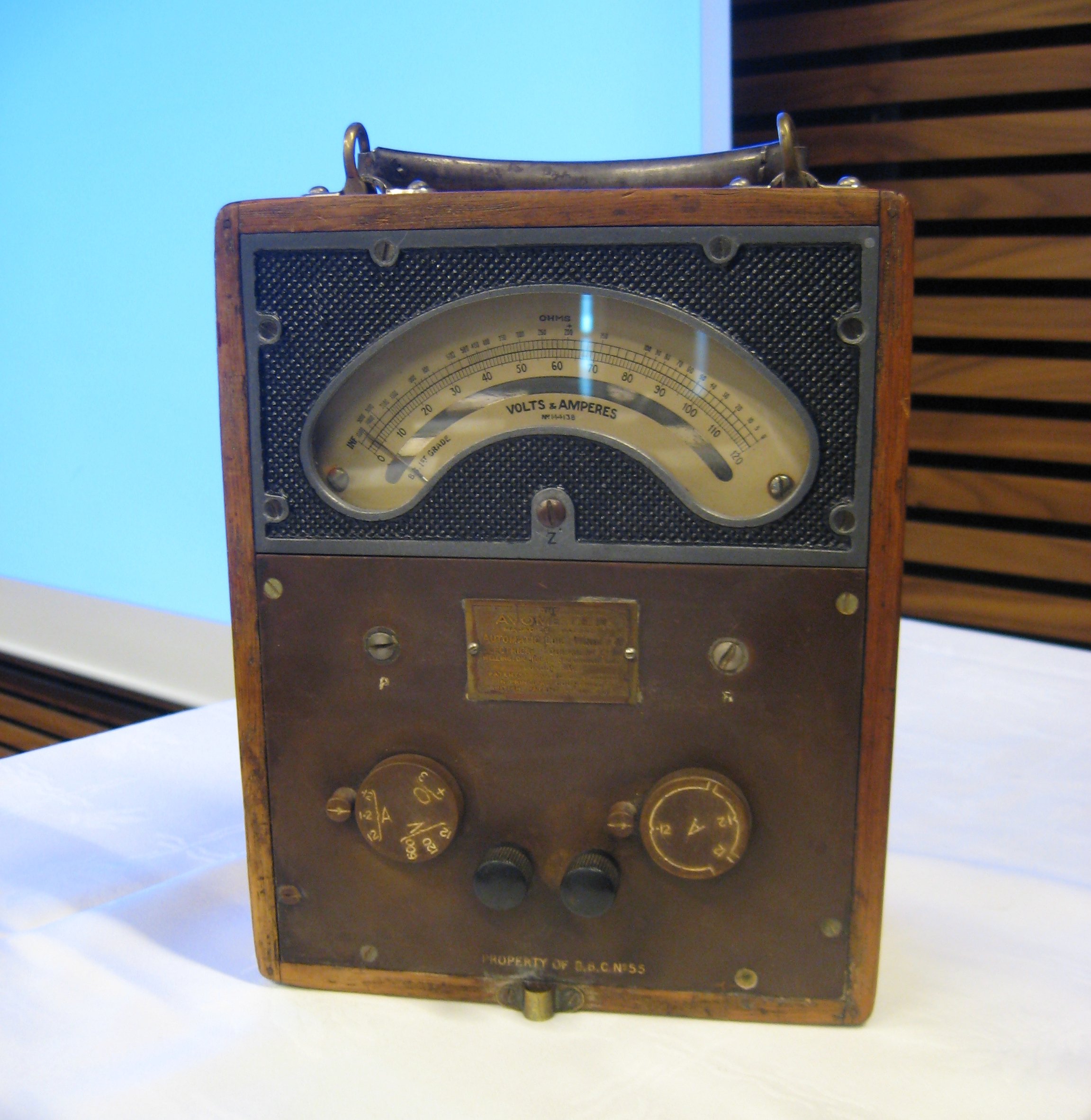
الطراز القديم من الافومتر ا.

مقياس الافوميتر أو الافومتر (بالإنجليزية: Avometer)‏ هو جهاز متعدد الأغراض يستخدم في ورش الأجهزة الإلكترونية وفي معامل الإلكترونيات. وكلمه avo هي اختصار لوحدات قياس المقاومة ووحده قياس الفولت ووحده قياس التيار. الاوفوميتر من الأجهزة المهمة في مجال الكهرباء والتي تستخدم في قياس المقاومة والتيار والدايود وهنالك أنواع من هذة الأجهزة متطورة يقيس الحرارة والأجهزة الحديثة من الاوفو ميتر تحتوي على شاشة اوسيلي سكوب أو راسم الإشارة.

## استخدامات جهاز الافوميتر
- إمكانيه قياس فرق الجهد المستمر (DC) من صفر وحتى 500 فولت وقياس فرق الجهد المتناوب (AC) من صفر وحتى 1000 فولت.
- قياس المقاومات بداية من 1 ميجاom وحتى 100 ميجا om وكذلك قياس التيار
- قياس الديسيبل (DECIBEL- DB)

هناك نوع اخر من الافوميتر يدعى قياس البازر *استخدامه : يستخدم هذا القياس لاختبار كفاءة التوصيل لمسار أو مكون ما، فعلى سبيل المثال تعالوا نتخيل أننا نمسك بقطعة معدن أو سلك معدني، وأردنا معرفة ما إن كان هذا السلك سليم أو مقطوع في مكان ما، الحل هنا هو استخدام الأفو على وضع البازر.
والبازر يعمل من خلال استخدام بطارية الأفوميتر مع الأطراف لتكوين دائرة بسيطة، تغلق بوضع أطراف الأفو على بعضهما البعض أو وضع أطراف الأفو على موصل أو مسار سليم
وعند اغلاق الدائرة ينتج صوت صفارة من الأفو مع إضاءة لمبة الإشارة الموجودة به
مما يعني أننا سنحصل على صفارة وإضاءة اللمبة في حالة ما وضعنا أطراف الأفو على مسار سليم أو مكون سليم أو بغلق الدائرة من خلال وضع اطراف الأفو على بعضهما البعض. 